# Cylindrolaimus filicaudatus
Cylindrolaimus filicaudatus is een rondwormensoort uit de familie van de Diplopeltidae. De wetenschappelijke naam van de soort is voor het eerst geldig gepubliceerd in 1933 door Allgén.